# گرد کویک
گرد کویک مربوط به دوران پیش از تاریخ ایران باستان - دوران‌های تاریخی پس از اسلام است و در شهرستان نقده، بخش مرکزی، روستای سلدوز واقع شده و این اثر در تاریخ ۱ آذر ۱۳۴۴ با شمارهٔ ثبت ۴۷۷ به‌عنوان یکی از آثار ملی ایران به ثبت رسیده است.